# Estat de Maranhão
Maranhão és un estat del Brasil localitzat a l'oest de la Regió Nord-est. Té com a limits: l'oceà Atlàntic al Nord, l'estat de Piauí a l'Est, l'estat de Tocantins al Sud i Sud-est i l'Estat de Pará a l'Oest. Ocupa una superfície de 333.365,60 km². La capital és São Luís. Les ciutats més importants són: São Luís, Imperatriz, Timon i Caxias.

## Història
Cap a inicis del segle xvi, l'actual territori del Maranhão era ocupat per indis tupinambás en el seu litoral oest, per indis tremembés en el seu litoral vas llegir i per indis timbiras en el seu interior. El navegador espanyol Vicente Yáñez Pinzón va ser, probablement, el primer europeu a creuar el litoral del Maranhão en 1500.
En 1531, Martim Afonso de Sousa va arribar a Brasil. Aquest home va ser el comandant de la primera expedició que va començar la colonitzar la regió. El militar i noble portuguès va exigir que Diogo Leite fos responsable per l'explotació del litoral nord. Diogo Leite es va aproximar de la desembocadura del riu Gurupi. Actualment, el riu Gurupi serveix de divisa entre els Estats del Maranhão i del Pará. La divisa entre els dos actuals estats brasilers va quedar per molt temps coneguda com a "Abra (desembocadura) de Diogo Leite".

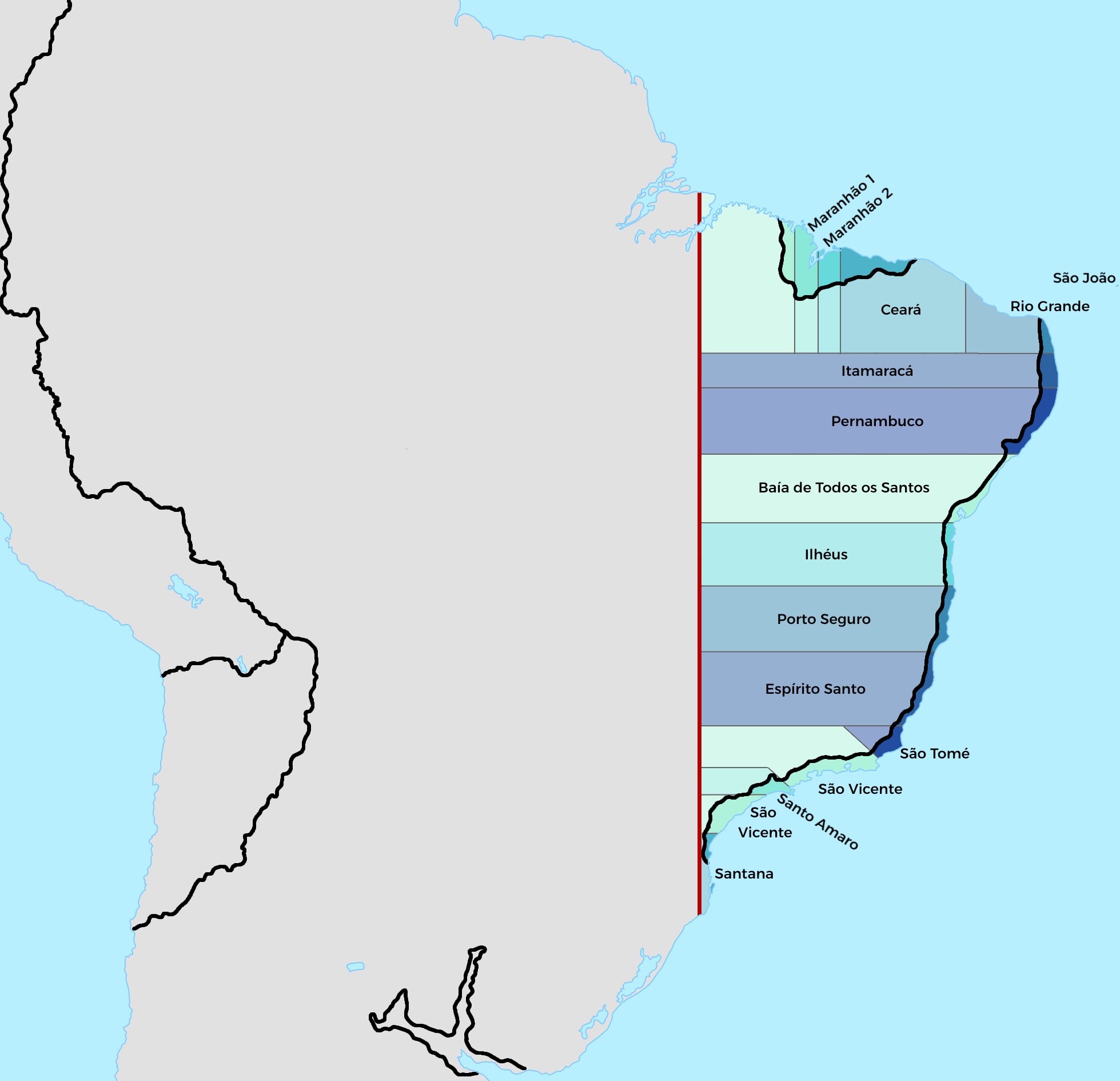
Capitanies al Brasil, 1534.

En 1534, quan el rei Joan III de Portugal va dividir a Colònia Portuguesa en el Brasil en Capitanies Hereditàries, els portuguesos encara no van arribar a colonitzar el Maranhão. Un any després, el monarca portuguès va concedir la terra a tres fidalgos que eren homes de la seva confiança. Van ser ells: João de Barros, Fernando Álvares de Andrade, i Aires da Cunha. Ambdós primers van idealitzar seu pla per a la presa de possessió de la capitania. Els dos donataris van encarregar la seva execució a Aires da Cunha. La Capitania del Maranhão va ser una de les subdivisions del territori brasiler en el període colonial. El seu primer donatari va ser Fernando Álvares de Andrade, que va rebre la capitania en 11 de març de 1535. Aires da Cunha, que va quedar encarregat de fer la possessió de la capitania, va venir al Brasil el mateix any de la donació. Durant el viatge, deu velers, 900 homes d'armes i 130 a cavall estaven a camí. Però la flota va enfonsar en el litoral de Maranhão, a causa de violenta tempestat i el capità va morir, així com la major part dels integrants.

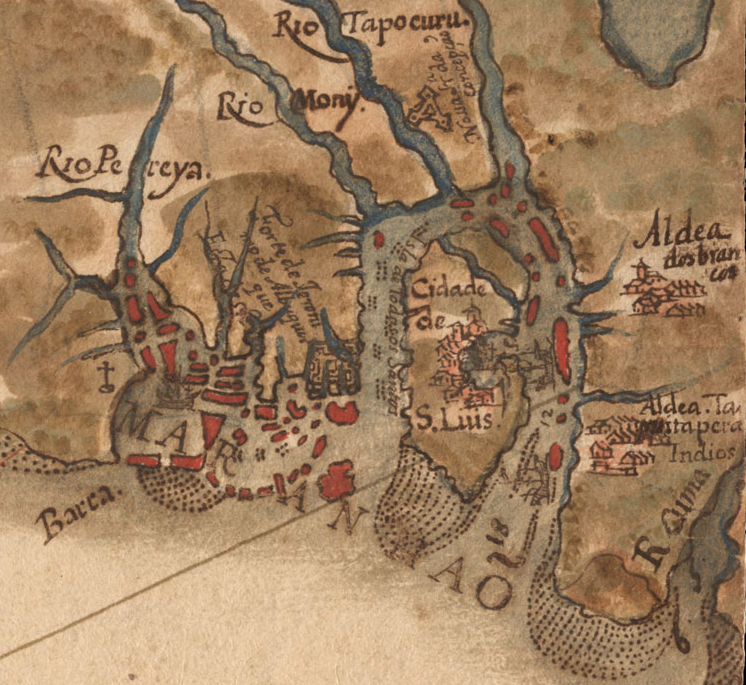
Mapa de São Luís, 1629

L'ocupació va començar de fet a partir de l'ocupació francesa, que intentava fundar colònies a Brasil, però va ser impedida per la corona portuguesa, que acaba expulsant-los de la regió i funda el fort de São Luís (nom aquest que va ser donat pels francesos i mantingut pels portuguesos). São Luís és l'única capital del Brasil el nom de la qual és d'origen francès. L'establiment de l'anomenada França Equinoccial es va iniciar en març de 1612, quan una expedició francesa va partir del port de Cancale, en la Bretanya, sota el comandament de Daniel de La Touche, Senyor de la Ravardière. Per a facilitar la defensa, els colons es van establir en una illa, on van fundar un poblat denominat de "Saint Louis", en homenatge al sobirà, Lluís XIII de França (1610-1643). En 1615, els portuguesos, sota el lideratge de Jerônimo de Albuquerque, van expulsar els francesos.

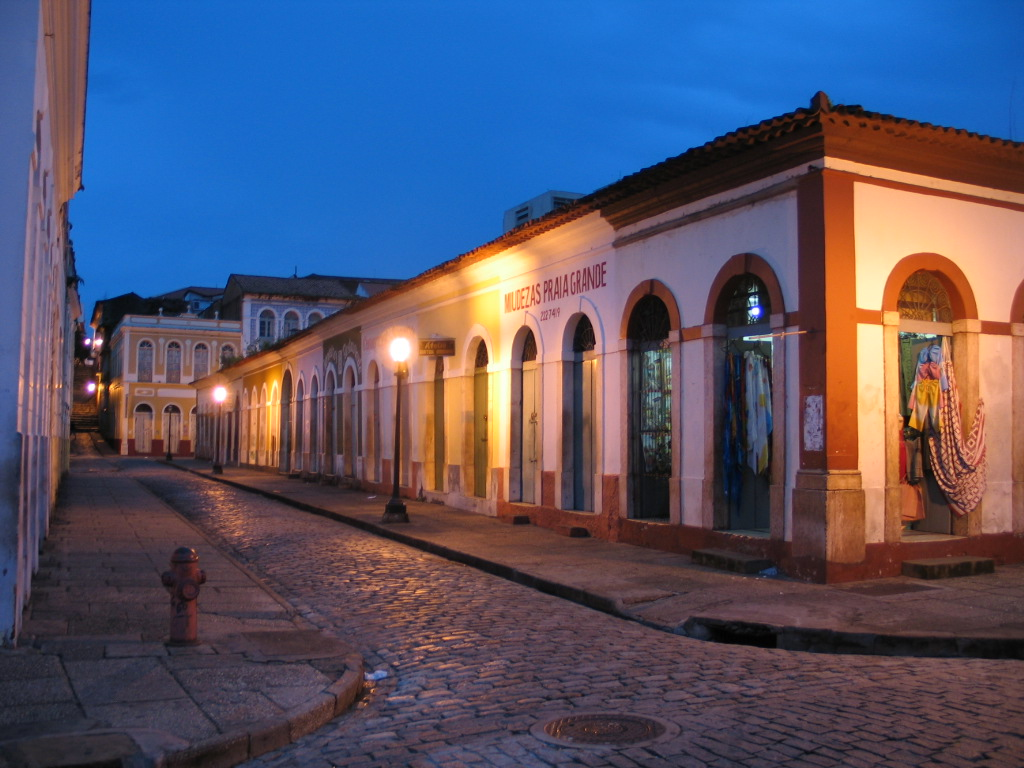
Construccions colonials de São Luís.

En 1682 el govern portuguès va decidir crear la Companyia de Comerç de Maranhão, amb drets de monopoli sobretot el comerç de la regió, incloent la compra de tota la producció local i bena de esclaus africans. Però els preus de compra de la producció eren molt baixos, mentre arribaven pocs esclaus d'Àfrica i poques mercaderies des de Portugal, i el seu preu era alt. Això va estimular la revolta de senyors de terres, fins que el seu líder, Manuel Beckman va ser indicat governador, mentre el seu germà Tomás negociava en Lisboa les reivindicacions dels propietaris rurals. Quan aquestes reivindicacions van ser ateses, la revolta va cessar, Beckman va perdre suport i va ser arrestat i penjat el 2 de novembre de 1686.
Durant el final del segle xviii va haver-hi una massiva arribada d'esclaus a la regió, a causa del creixement del cultiu de cotó. Segons l'historiador Sven Beckert, les exportacions de cotó de la regió "van doblegar entre 1770 i 1780, gairebé van doblegar una altra vegada en 1790, i gairebé van triplicar en 1800."

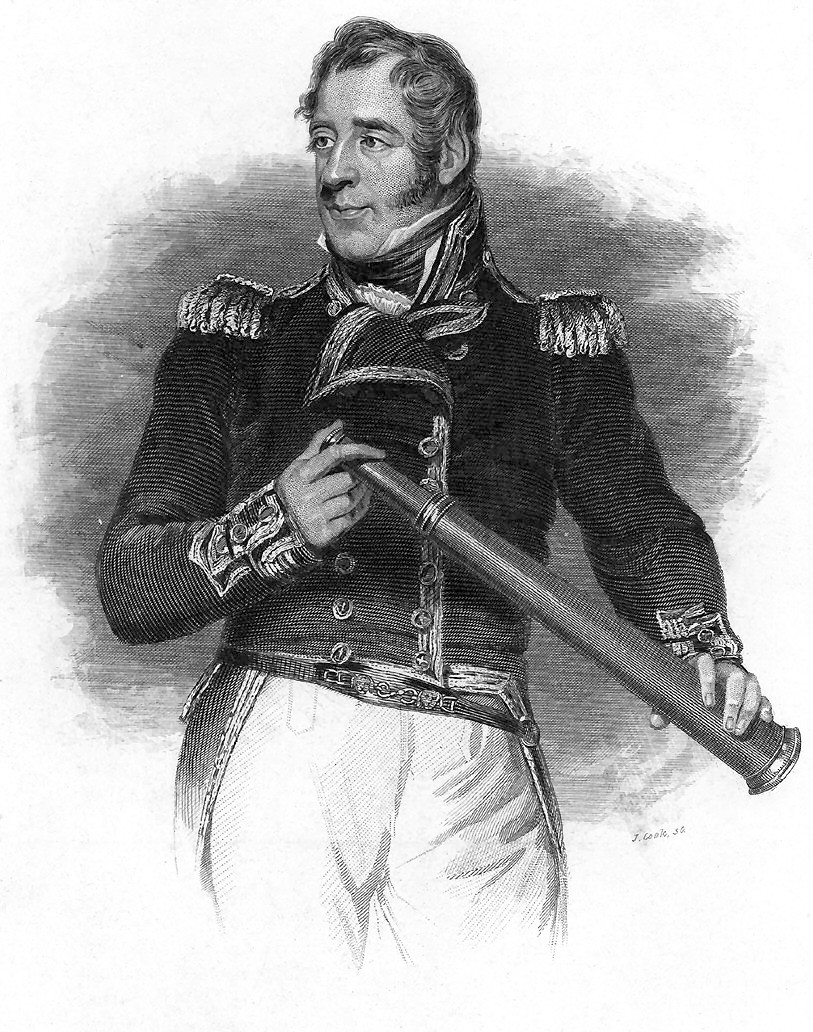
Thomas Cochrane.

Maranhão no es va unir immediatament a Brasil després de la declaració d'independència, l'any 1822, però l'any següent els portuguesos van ser expulsats d'allí pel marí britànic Thomas Cochrane, i el seu territori es va tornar part de l'imperi del Brasil. Per aconseguir èxit en l'expulsió dels portuguesos, Lord Cochrane es torno el primer Marquès de Maranhão i governador de la província.
São Luís és la capital d'estat brasilera que més s'assembla a una ciutat portuguesa. Durant l'inici del segle xx la ciutat tenia aproximadament 30.000 habitants, i contenia diversos convents, institucions de caritat, el palau del bisbe, una església dels Carmelites, i un seminari eclesiàstic. L'any 1920 la seva població era 52.929 habitants, i l'any 1940 ja eren 85.583 habitants. El centre històric de la ciutat va ser declarat Patrimoni Mundial de la Humanitat l'any 1997.
Solament després de la dècada de 1960 - quan es van inaugurar les primeres instal·lacions del port de Itaqui - és que l'estat va rebre grans inversions que van permetre modernitzar la seva infraestructura. La inauguració del Ferrocarril de Carajás en 1985 va permetre el transport de mineral de ferro des de la Serra de Carajás, en l'estat de Pará, cap al port de Itaqui.

## Geografia

### Relleu

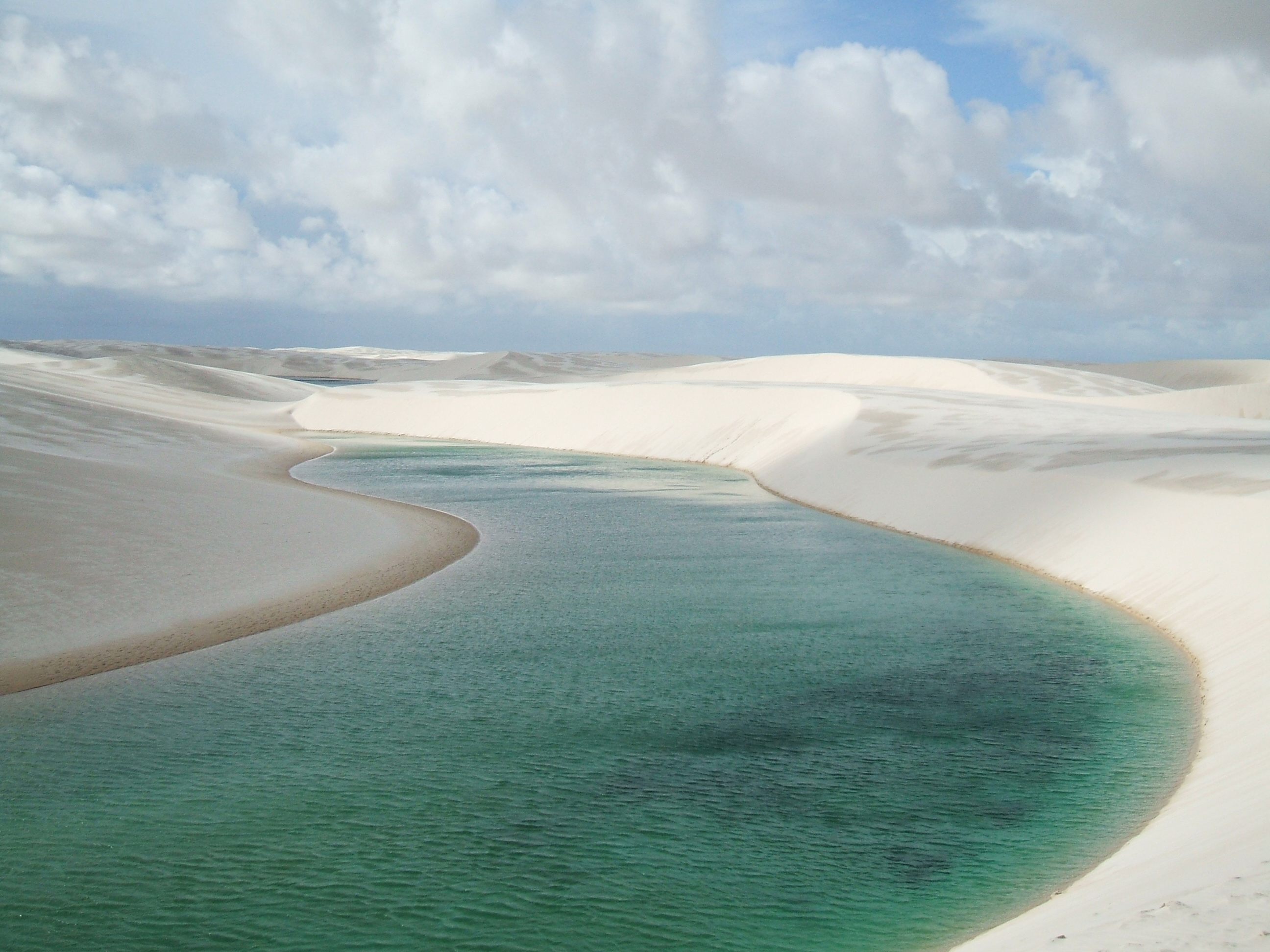
Els Lençóis Maranhenses.

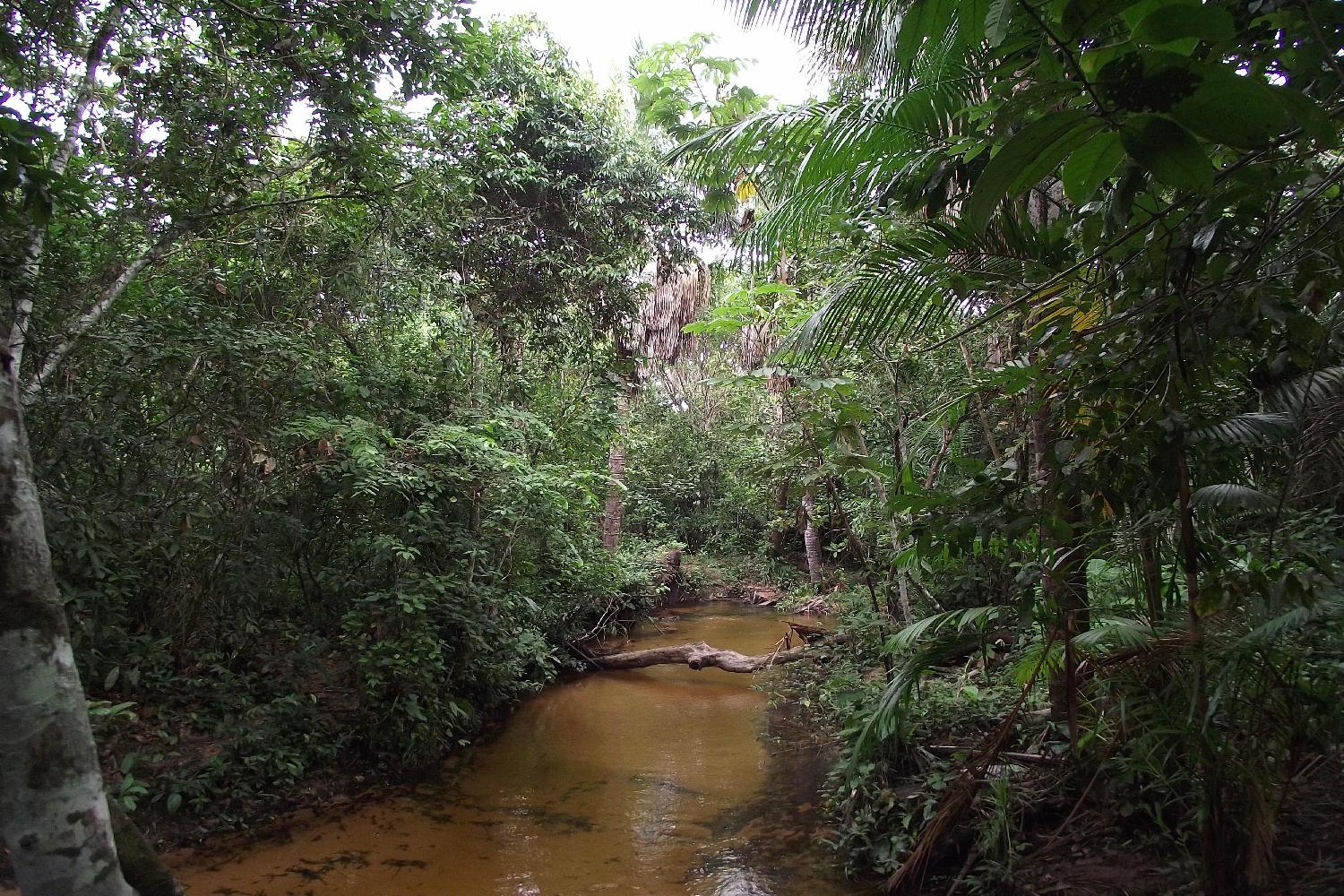
Igarapé (petit braç de riu que corre entre illots) a la regió de clima equatorial de Maranhão.

Amb altituds reduïdes i topografia regular, presenta un relleu modest, amb prop del 90% de la superfície per sota dels 300 metres. Presenta dues regions diferents: la planícia litoral i l'altiplà tabular.
La primera d'elles, al nord, comprenent tota la regió litoral, està formada per planícies de baixes altituds marcades per extenses platges, penya-segats i pantans. Es destaquen especialment les grans extensions de dunes i les badies de São Marcos i São José. En aquesta regió es troba una de les tres illes-cabdals del Brasil, l'Illa de São Luís (o Upaon-Açu en llengua tupinambá), on estan localitzats els municipis de São Luís (capital de l'estat), Raposa, São José de Ribamar i Paço do Lumiar. Al nord-est de l'estat es troba una interessant formació geològica de dunes i llacunes d'aigua dolça sobre una àrea de 155.000 hectàrees, els Lençóis Maranhenses, també conegut com a desert brasiler.
Al centre-sud destaca la predominança sobre el relleu d'altiplans i chapadas (aquestes últimes són relleus plans d'arenisca) amb formació de serres abastant una porció del Altiplà brasiler. Es pot tenir una bona noció del relleu de Maranhão a través d'una imatge satel·litària on s'evidencien les dues regions esmentades.

### Clima
L'oest de l'estat està dins de l'àrea de clima equatorial, amb mitjanes pluviomètriqus i tèrmiques altes. Ja en la major part de l'Estat, es manifesta el clima tropical amb pluges distribuïdes en els primers mesos de l'any, però l'estat no sofreix amb períodes de sequera. Els estius són calents, amb màximes sobrepassant els 40 °C amb freqüència.

### Vegetació
Tipus de vegetació de l'estat de Maranhão:

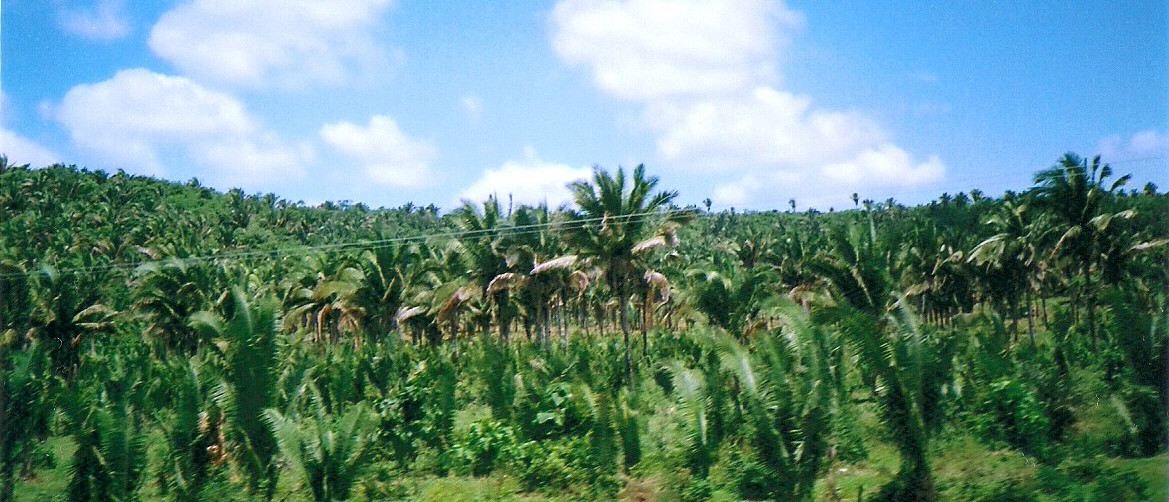
Bosc de palmeres en Maranhão.

- Amazònica: Predominant en l'oest de l'Estat i es troba molt devastada per conseqüència de les siderúrgiques de ferro.
- Boscs de palmeres: característics de Maranhão on predomina la palmera babaçu i el carnauba. Cobreix la part central de l'Estat.
- Prats naturals: Propera al litoral, té com a característica vegetació herbàcia inundable pels rius i llacs.
- Manglars: Predominen en el litoral de l'Estat des de la boca del riu Gurupi fins a la boca del riu Periá.
- Cerrado: Bioma predominant en Maranhão. Formada per arbres de port mitjà i vegetació baixa.

## Economia

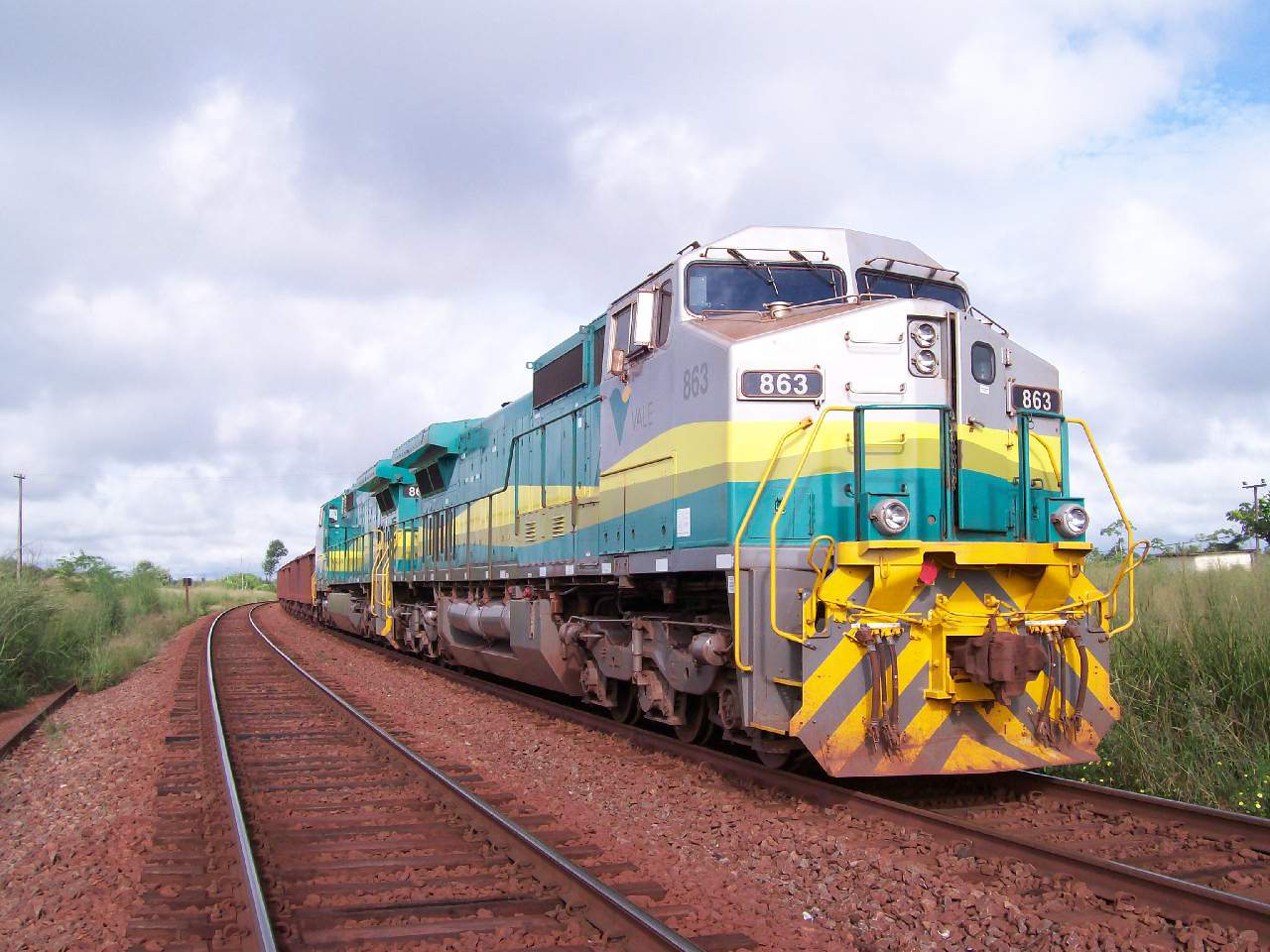
Tren del ferrocarril Carajás.

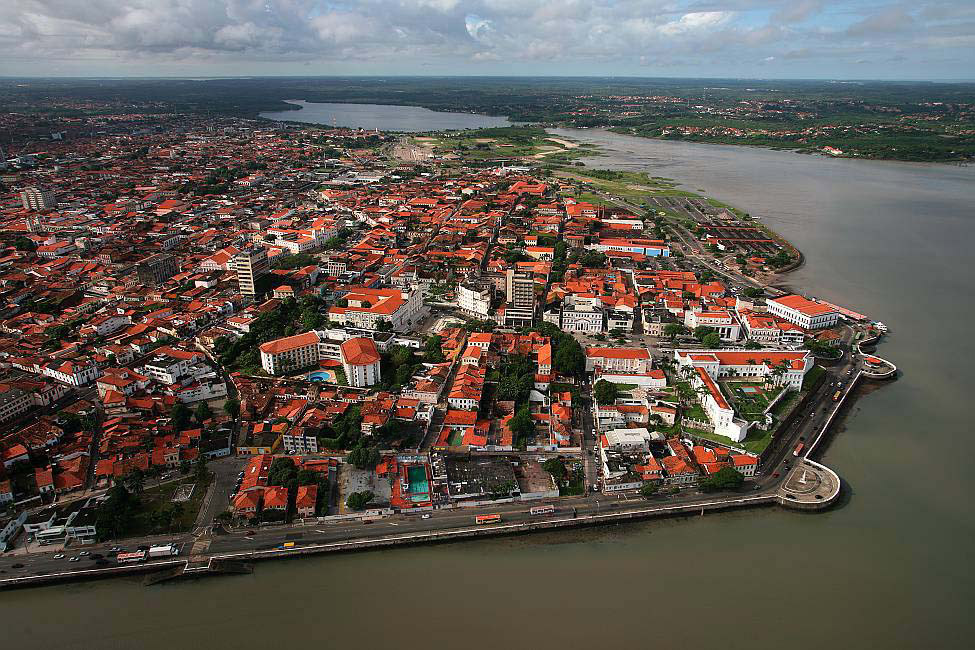
São Luís.

L'economia de l'estat va ser una de les més pròsperes del país fins a la meitat del segle xix. Però després de la fi de la Guerra Civil Americana, quan va perdre espai en l'exportació de cotó, l'estat va entrar en desplomi, agreujat per l'abandó generat pels governs imperial i republicà. Solament després del final de la dècada de 1960 al segle xx l'estat va passar a rebre incentius i va sortir de l'aïllament, amb connexions per ferrocarril i per carreteres amb altres regions. La inauguració del Port d'Itaqui, en São Luís, un dels més profunds i moguts del país, va servir per a escolar la producció industrial i de mineral de ferro vinguda de tren de la Serra dels Carajás, activitat explorada per l'empresa Vale S.A.. L'estratègica proximitat amb els mercats europeus i nord-americans va fer del port una atractiva opció d'exportació.
La seva economia es basa en la indústria (transformació de alumini en alúmina, alimentosa, productes de fusta), en els serveis, en l'agricultura (soia, mandioca, arròs, blat de moro) i en la ramaderia.
Els principals productes d'exportació de l'estat en 2012, van ser a soja (25,93%), óxido d'alumini (23,99%), mineral de ferro (17,54%), ferro fos (16,47%) i alumini brut (5,35%).
Maranhão té el privilegi de posseir, a causa de barreja d'aspectes de la seva geografia, la major diversitat d'ecosistemes de tot el País. Són 640 quilòmetres d'extensió de platges tropicals, boscatge amazònic, vegetació de cerrado, maresmes, a més d'un delta en mar obert, voltat de dunes i amb milers de llacunes d'aigües cristal·lines. Tot això, juntament amb les construccions del centre històric de São Luís, representen un gran potencial turístic que ja és explorat.

## Demografia
El Maranhão posseeix 217 municipis distribuïts en una àrea de 331.983,293 km², sent el vuitè major estat del Brasil, un poc menor que a Alemanya. La seva població estimada en 2007 és de 6.118.995 habitants, sent el desè estat més poblat del país, amb població superior a la de la Jordània.
| Rang                              | Ciutat              | Població  | Rang | Ciutat         | Població | São Luís Imperatriz |
| 1                                 | São Luís            | 1.027.429 | 6    | Codó           | 118.567  | São Luís Imperatriz |
| 2                                 | Imperatriz          | 250.063   | 7    | Paço do Lumiar | 107.764  | São Luís Imperatriz |
| 3                                 | São José de Ribamar | 165.418   | 8    | Açailândia     | 105.254  | São Luís Imperatriz |
| 4                                 | Caxias              | 155.202   | 9    | Bacabal        | 101.159  | São Luís Imperatriz |
| 5                                 | Timon               | 150.635   | 10   | Balsas         | 85.321   | São Luís Imperatriz |
| Estimatiu poblacional 2011 - IBGE |                     |           |      |                |          | São Luís Imperatriz |